# Żelazna miska ryżu
Żelazna miska ryżu (chiń. upr. 铁饭碗; chiń. trad. 鐵飯碗; pinyin tiě fàn wǎn) – chińskie określenie na gwarantowane dożywotnie zatrudnienie i zasiłki socjalne dla robotników.

## Historia
W okresie maoizmu w Chinach praca w przedsiębiorstwach państwowych była wprawdzie słabo opłacana, ale gwarantowana dożywotnio i związana z zapewnianymi przez państwo nieodpłatnie: mieszkaniem, opieką zdrowotną, edukacją a nawet pewnymi produktami żywnościowymi. 
Obecnie system istnieje w formie szczątkowej – zmiany w strukturze gospodarczej państwa zapoczątkowane w 1978 roku przez Denga Xiaopinga – przekształcenie przedsiębiorstw państwowych w (kontrolowane przez państwo) spółki – pociągnęły za sobą falę masowych zwolnień, co robotnicy określili mianem „rozbijania żelaznej miski ryżu”. Zwolennicy polityki Denga uważali wręcz, że „żelazną miskę ryżu trzeba rozbić”, by umożliwić transformację ustrojową. Reformy przedsiębiorstw państwowych przyspieszyły po przystąpieniu Chin do Światowej Organizacji Handlu w 2001.